# Habitatdegradering
Habitatdegradering är när en arts livsmiljö (habitat) påverkas så mycket att habitatet inte längre kan uppehålla artens överlevnad. Habitatdegradering är en form av miljöförstöring och kan exempelvis bestå av att jord- och skogsbruk tar i anspråk mark som förut utgjorde artens livsmiljö. Det finns många faktorer som kan påverka habitatet.

## Exempel på habitatdegraderingar

### Klimatförändring
Då klimatförändringar påverkar hela jordklotet påverkar det också arters habitat. Till exempel då vattentemperaturerna i havet ökar påverkas korallernas motståndskraft mot yttre påverkan. 

### Vandringshinder
Då dammar och vägar konstrueras bildas det vandringshinder som hindrar vissa djurs möjligheter att förflytta sig. Exempel på detta är då en damm byggs vilket hindrar fiskars möjlighet att leka i åar och älvar. 

### Dikning
Dikning gör att vatten leds bort från våtmarker vilket ändrar markens egenskaper och därför också förändrar levnadsvillkoren för djur som lever i och är anpassade till denna miljö. Detta innebär en habitatdegradering för dessa arter vilket i förlängningen kan innebära en inverkan på den biologiska mångfalden.

### Avskogning
Avskogning leder till många effekter som i sin tur leder till habitatdegradering. Den första uppenbara påverkan är att djur som lever i träden som huggs ned inte längre kan nyttja träden längre. Detta minskar utbudet av jaktmarker, hem och mat vilket leder till en ökad konkurrens och sämre förutsättningar för överlevnad.
En annan påverkan som avskogning har är att vattnets kretslopp påverkas. Då träden som huggs ner inte längre använder vatten slutar upptaget av grundvatten genom rötterna. Detta gör att marken där träden stod blir torr vilket ändrar förutsättningarna för de djur och växter som lever där.

### Lantbruk
Många arters habitat minskar då skogar och gräsmarker av människor förvandlas till brukbar odlingsmark. Arter som är anpassade till en viss miljö, exempelvis gräsmarker som det idag råder brist på i Sverige, får sina habitat helt eller delvis förstörda vilket innebär en habitatdegradering.

### Föroreningar
Föroreningar som till exempel polyklorerade bifenyler och dioxiner eller stora kolföreningar kan göra arters livsmiljö olämplig. Alltså att arter som har levt i ett habitat tidigare nu dör ut/flyttar sig.

### Övergödning
Övergödning uppstår när en sjö får en stor tillförsel av näringsämnen. Det kan leda till att ekosystem kollapsar. Detta beror på att primärproducenter (till exempel alger) utnyttjar näringsämnena först. Då primärproducenterna får stora mängder näringsämnen kan de växa till sig och ta upp mer solljus vilket leder till ytterligare tillväxt. Till en början gynnas de flesta arterna, fiskar får till exempel mer mat. Bottenlevande växter är de första som drabbas negativt. Då algerna växer till sig minskar den fria ytan där solljus kan tränga ner till dessa växter. Då upphör de bottenlevande växternas fotosyntes eftersom de inte kan producera syre utan solenergi. När primärproducenterna blir tillräckligt många kan deras respiration under natten komma att bli så stor att en stor del av sjön blir så syrefattig att djur och växter drabbas av hypoxi, och dör av vad som närmast kan liknas vid kvävning.

## Påverkan på den biologiska mångfalden
Då en arts habitat påverkas minskar också artens möjlighet till överlevnad och ses av vissa som en av de största hoten mot planetens biologiska mångfald

## Lösningar
Skyddade områden som till exempel Natura 2000 områden är ett bra medel för att hejda utrotningen av arter och livsmiljöer. I Sverige finns cirka 4000 natura 2000-områden och de är en viktig grund för att bevara den biologiska mångfalden.